# Mikadocephalus gracilirostris
Il mikadocefalo (Mikadocephalus gracilirostris) è un rettile marino estinto, appartenente agli ittiosauri. Visse nel Triassico medio (Anisico – Ladinico, circa 245 – 242 milioni di anni fa) e i suoi resti fossili sono stati ritrovati in Europa (Svizzera e Spitsbergen). 

## Descrizione
Questo animale doveva raggiungere i 3 metri di lunghezza; il solo cranio poteva oltrepassare i 50 centimetri. Il muso era estremamente gracile e sottile, mentre le orbite piuttosto grandi. I denti erano appuntiti e simili fra loro per forma e dimensioni. Lo pterigoide era dotato di un margine mediale concavo, e si era sviluppata una grande vacuità interpterigoide. Come tutti gli ittiosauri, Mikadocephalus era dotato di quattro arti trasformati in strutture simili a pinne. L'omero era corto e largo, con margini arrotondati.

## Classificazione
Questo animale è stato descritto per la prima volta nel 1997, sulla base di fossili precedentemente attribuiti a Mixosaurus provenienti dalla formazione di Besano, nella zona di Monte San Giorgio (Svizzera). Altri resti descritti originariamente da Wiman nel 1910 provenienti dall'isola Spitsbergen sono stati in seguito attribuiti a questo animale. 
Mikadocephalus è considerato un ittiosauro relativamente primitivo, ma non quanto i più piccoli Mixosaurus o Toretocnemus. Secondo alcuni studi (Maisch e Matzke, 2000) Mikadocephalus potrebbe essere leggermente più derivato di alcuni ittiosauri successivi, come Shonisaurus e Shastasaurus.